# Paris Pişmiş
Marie Paris Pişmiş  (nom de naissance : Mari Sukiasyan) (Մարի Սուքիասյան), née le 30 janvier 1911, morte le 1er août 1999, est une astronome turco-mexicaine d'origine arménienne.

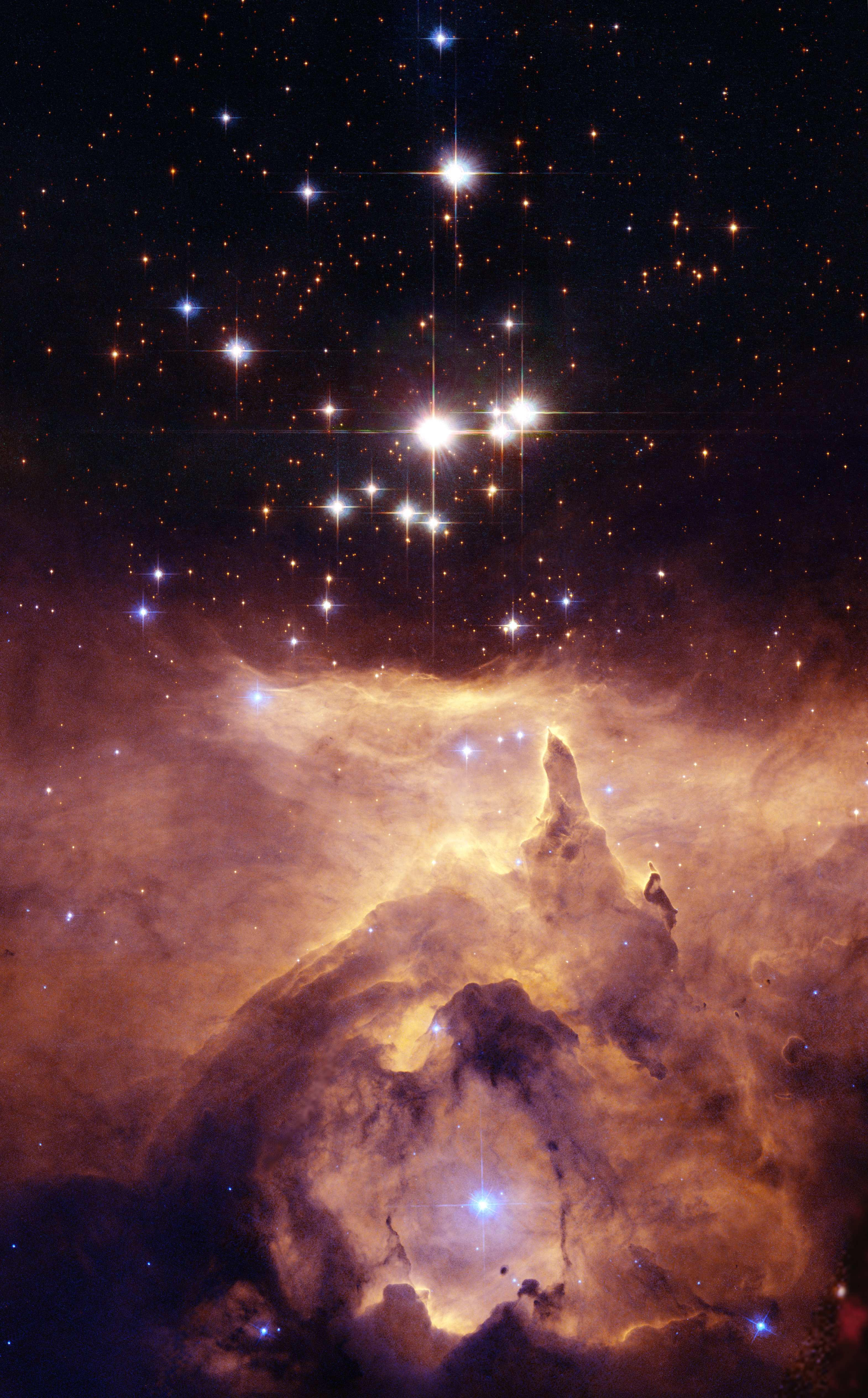
Hubble (télescope spatial): la région HII

## Biographie
Elle est née  en 1911, à Ortaköy, un quartier de la municipalité de Beşiktaş, à Constantinople. Elle est une des premières femmes inscrite à l'université d'Istanbul, et obtient son diplôme en 1937. Son superviseur de doctorat est Erwin Finlay Freundlich, qui a fui l'Allemagne nazie et s'est réfugié en Turquie. Il lui obtient une bourse d'un an pour poursuivre sa formation à l'université Harvard, en 1938. Elle y rencontre son futur mari, Félix Recillas, un mathématicien mexicain. Ils s'installent au Mexique. Elle y travaille comme astronome. Après des stages à Princeton et à l'Observatoire Yerkes, elle intègre l'université nationale autonome du Mexique (UNAM).
Elle travaille notamment sur la cinématique des galaxies, la région HII, la structure d'amas ouvert, et les nébuleuses planétaires. Elle constitue, et publie en 1959, le catalogue Pismis de 22 amas ouverts, et de 2 amas globulaires dans l'hémisphère sud. Elle analyse également les connaissances cosmologiques des Mayas. Elle devient professeure émérite puis docteure honoris causa de l'UNAM. 
En 1998, elle publie une autobiographie intitulée Reminiscences in the Life of Paris Pişmaş: a Woman Astronomer. 
Elle meurt en 1999. Conformément à ses désirs, elle est incinérée. Sa fille, Elsa Recillas Pishmish, est astrophysicienne.

## Quelques publications
- Paris Pișmiș, en collaboration avec Gabriel Cruz-González, 1998, Reminiscences in the Life of Paris Pismis: A Woman Astronomer, Université Nationale Autonome du Mexique, Institut d'astronomie, Institut national d'astrophysique, Optique et Électronique, 103 pp.  (ISBN 9683664490 et 9789683664495)
- Paris Pișmiș, 1938, On the Interpretation of the K-term. Vol. 10, Observatoire de l'Université d'Istanbul . 23 pp.